# Episodi di Flikken - Coppia in giallo (tredicesima stagione)
La tredicesima stagione della serie televisiva Flikken - Coppia in giallo è stata trasmessa in anteprima nei Paesi Bassi da NPO 1 tra il 7 dicembre 2018 e il 1º marzo 2019.
| nº | Titolo originale     | Titolo italiano | Prima TV Paesi Bassi | Prima TV Italia |
| -- | -------------------- | --------------- | -------------------- | --------------- |
| 1  | Dope Sucks           | inedito         | 7 dicembre 2018      | inedito         |
| 2  | Marion               | inedito         | 14 dicembre 2018     | inedito         |
| 3  | Zaad                 | inedito         | 21 dicembre 2018     | inedito         |
| 4  | Jongens              | inedito         | 28 dicembre 2018     | inedito         |
| 5  | Stroom               | inedito         | 4 gennaio 2019       | inedito         |
| 6  | Dood van een Bankier | inedito         | 11 gennaio 2019      | inedito         |
| 7  | Schorpioen           | inedito         | 18 gennaio 2019      | inedito         |
| 8  | Hankie               | inedito         | 1º febbraio 2019     | inedito         |
| 9  | Heroïne              | inedito         | 1º febbraio 2019     | inedito         |
| 10 | Dagboek              | inedito         | 8 febbraio 2019      | inedito         |
| 11 | Rehab                | inedito         | 15 febbraio 2019     | inedito         |
| 12 | Fake News            | inedito         | 22 febbraio 2019     | inedito         |
| 13 | Virtus et Justitia   | inedito         | 1º marzo 2019        | inedito         |